# Ragdoll Productions
La Ragdoll Productions, o Ragdoll L.t.d., è una casa di produzioni televisive britannica. Fondata da Anne Wood nel 1984, ha prodotto e produce tuttora serie televisive per bambini. La casa ha prodotto trasmissioni di successo internazionale come i Teletubbies, in cui vengono trasmessi in 111 nazioni e tradotti in 41 lingue e La foresta dei sogni. Altre serie televisive di successo prodotte dalla Ragdoll, inedite in Italia, vi sono: Playbox, Rosie and Jim, Brum e Tots TV.

## Serie televisive
- Pob's Programme (1985-1990)
- Playbox (1987-1992)
- The Magic Mirror (1989-1993)
- BOOM! (1990-1993)
- Rosie and Jim (1990-2000)
- Brum (1991-1994)
- Tots TV (1993-1998)
- Open a Door (1994-1996)
- Storytime (1996-1997)
- Teletubbies (1997-2001)
- Badjelly the Witch (2000-2003)
- Boohbah (2003-2006)
- Blips (2005-2007)
- What Makes Me Happy (2006-2008)
- La foresta dei sogni (2007-2009)
- Tronji (2008-2011)
- Dipdap (2010-2012)
- The Adventures of Abney & Teal (2011-2012)
- Twirlywoos (2015-2017)
- What Shall We Do With The Angry Monster? (2018-2020)
- B.O.T. and the Beasties (2021)